# Renáta Tomanová
Renáta Tomanová (* 9. Dezember 1954 in Jindřichův Hradec, damals ČSR) ist eine ehemalige tschechoslowakische Tennisspielerin.

## Karriere
1976 erreichte Tomanová die Endspiele im Dameneinzel bei den Australian Open und den French Open. In Paris verlor sie gegen Sue Barker und in Melbourne gegen die ehemalige Weltranglistenerste Evonne Goolagong. Nach dem Titelgewinn 1972 in Paris bei den Juniorinnen gewann sie 1978 mit ihrer Doppelpartnerin Betsy Nagelsen auch den Doppeltitel bei den Australian Open. Sie besiegten im Finale Naoko Satō und Pam Whytcross mit 7:5, 6:2. Ihren zweiten Major-Titel gewann Tomanová mit ihrem Landsmann Pavel Složil 1978 im Mixed-Wettbewerb der French Open.